# Gurungowie

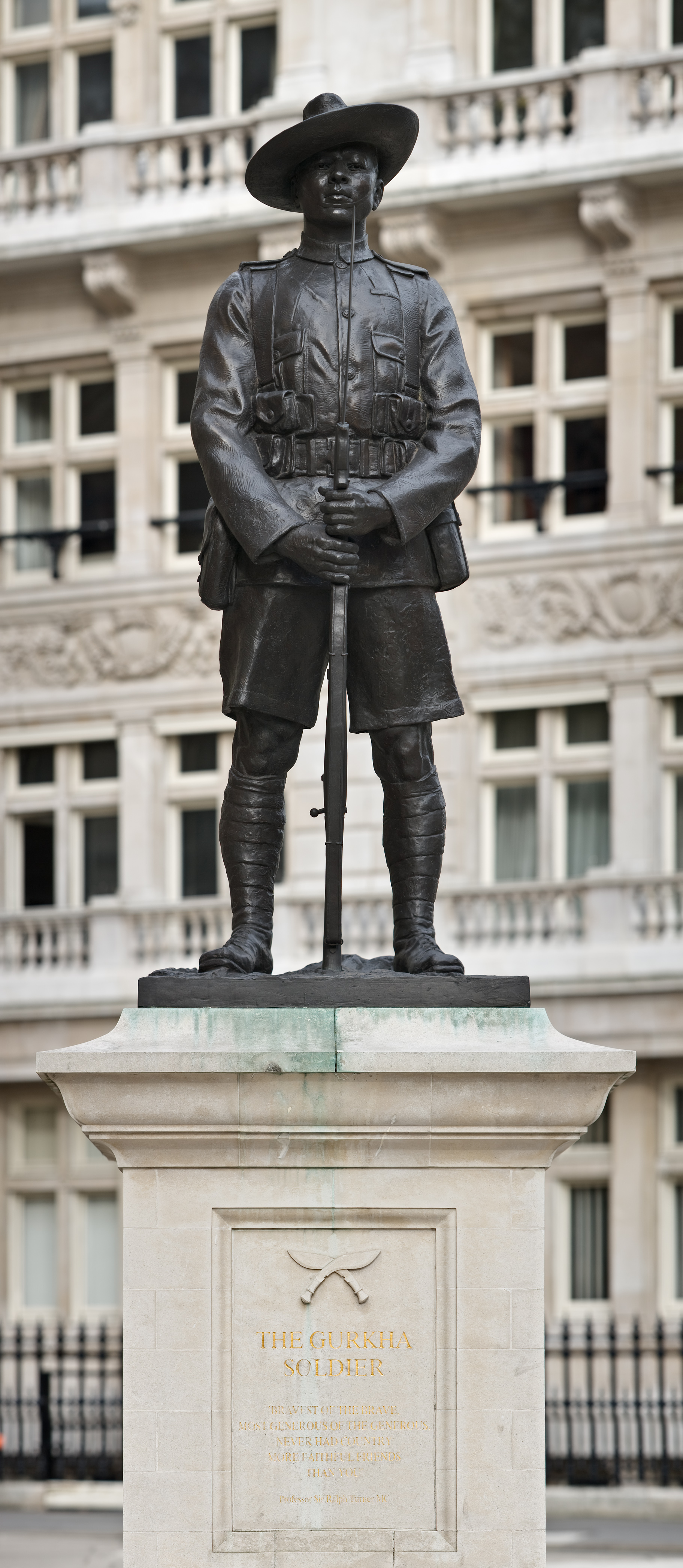
Pomnik żołnierza z oddziału Gurkhów w Londynie

Gurungowie – grupa etniczna w środkowej części Nepalu. Zamieszkują głównie tereny w okolicach Annapurny i miasta Pokhara. Ich liczba wynosi prawie 700 tysięcy, z czego połowa posługuje się językiem gurung. Posiadają bogate tradycje muzyczne. Nagrali filmy dokumentujące tradycyjne tańce. Tradycyjnie zajmują się głównie wysokogórskim pasterstwem, wielu służyło w przeszłości w brytyjskich oddziałach Gurkhów.

## Religia
Tradycyjnie Gurungowie praktykowali odrębną formę szamanizmu, przejęli wiele elementów buddyzmu tybetańskiego, bön i hinduizmu. Według danych z nepalskiego spisu powszechnego z 2001 roku, 69,03% Gurungów wyznaje buddyzm, 28,75% hinduizm, zaś 0,66% chrześcijaństwo.